# Sasho Pargov
Sasho Pargov (en búlgaro: Сашо Милчов Паргов; Boboshevo, Bulgaria; 25 de junio de 1946 – 20 de julio de 2025) fue un jugador y entrenador de fútbol búlgaro que jugó en la posición de delantero. Era el padre del también futbolista Ivaylo Pargov.

## Carrera

### Jugador
Jugó toda su carrera con el PFC Marek Dupnitsa de 1964 a 1981, equipo con el que anotó 165 goles en 465 partidos totales, fue campeón de copa nacional en una ocasión en 1978 y dos veces campeón nacional de goleo.

### Entrenador
Dirigió al PFC Marek Dupnitsa en la temporada de 1988/89 luego de haber sido entrenador asistente en dos periodos en los años 1980.

## Logros

### Club
- Copa de Bulgaria (1): 1978

### Individual
- Goleador de la Liga Profesional de Bulgaria (2): 1968 (21 goles), 1973 (27 goles).